# Toponímia asturiana
Una de les reivindicacions de l'asturianisme cultural i lingüístic ha vingut constituïda per la recuperació de la toponímia considerada tradicional asturiana. Així, des de la fundació de Conceyu Bable a 1974 i de l'Acadèmia de la Llengua Asturiana a 1981 s'han succeït múltiples estudis sobre aquesta matèria.

## La recuperació dels noms de lloc tradicionals
A nivell administratiu la Conselleria de Cultura del Principat d'Astúries va crear la Junta Assessora de Toponímia a 1985, i li va encarregar un estudi detallat dels topònims tradicionals asturians. Després de dos anys de treball es va publicar una relació de noms de lloc que no obstant això no va rebre sanció legal.
La situació va seguir sense canvis fins a la promulgació de la Llei autonòmica 1/1998 d'Ús i Promoció del Bable / Asturià, vigent avui dia i l'article 15.1 estableix:
| « | 1. Els Topònims de la Comunitat Autònoma del Principat d'Astúries tindran la denominació oficial en la seva forma tradicional. Quan un topònim tingui ús generalitzat en la seva forma tradicional i en castellà, la denominació podrà ser bilingüe. 2. De Acord amb els procediments que reglamentàriament es determinin, correspon al Consell de Govern, previ dictamen de la Junta de Toponímia del Principat d'Astúries, i sense perjudici de les competències municipals i estatals, determinar els topònims de la Comunitat Autònoma | » |

En compliment d'aquest mandat legal, el Consell de Govern del Principado d'Astúries va aprovar dos decrets que desenvolupaven la Llei d'Ús en matèria de toponímia: El Decret 38/2002, pel qual es regula la Junta de Toponímia del Principat d'Astúries, i el Decret 98/2002, pel qual s'estableix el procediment de recuperació i fixació de la toponímia asturiana.

### Expedients toponímics aprovats

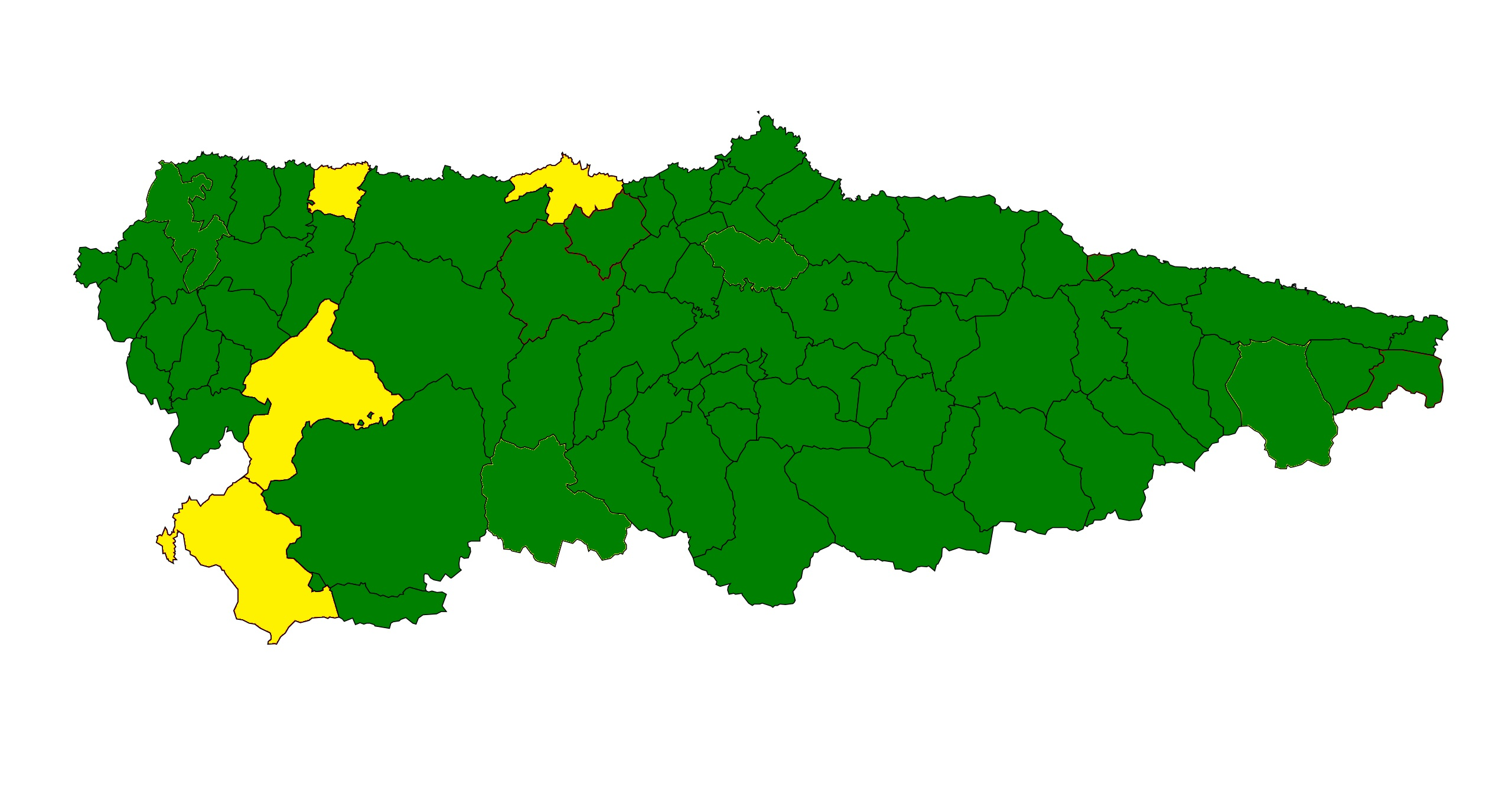
Conceyos amb toponímia oficial a través de decret.
Conceyos on avança el procés, pendents de promulgar el decret corresponent (any 2024).

- Decret 30/2005[Enllaç no actiu] (Carreño)
- Decret 31/2005[Enllaç no actiu] - Rectificaciones[Enllaç no actiu] (El Franco)
- Decret 32/2005[Enllaç no actiu] - Rectificaciones[Enllaç no actiu](Llanes)
- Decret 72/2005[Enllaç no actiu] - Rectificaciones[Enllaç no actiu](Gozón)
- Decreto 73/2005[Enllaç no actiu] (Llangréu)
- Decreto 74/2005[Enllaç no actiu] (Ḷḷena)
- Decreto 115/2005[Enllaç no actiu] - Rectificaciones[Enllaç no actiu] (Villaviciosa)
- Decreto 116/2005[Enllaç no actiu] (Sariegu)
- Decreto 117/2005[Enllaç no actiu] (Bimenes)
- Decreto 118/2005 Arxivat 2020-05-27 a Wayback Machine. (Cabranes)
- Decreto 98/2006[Enllaç no actiu] - Rectificaciones[Enllaç no actiu] (Nava)
- Decreto 105/2006[Enllaç no actiu] - Rectificaciones[Enllaç no actiu] Gijón)
- Decreto 128/2006[Enllaç no actiu] (La Ribera)
- Decreto 129/2006[Enllaç no actiu] (Colunga)
- Decreto 5/2007[Enllaç no actiu] (Amieva)
- Decreto 6/2007[Enllaç no actiu] (Corvera)
- Decreto 7/2007[Enllaç no actiu] (Grado)
- Decreto 8/2007[Enllaç no actiu] (Noreña)
- Decreto 27/2007[Enllaç no actiu] (Ribadedeva)
- Decreto 30/2007[Enllaç no actiu] (Pezós)
- Decreto 36/2007[Enllaç no actiu] (Morcín)
- Decreto 37/2007[Enllaç no actiu] (Grandas de Salime)
- Decreto 52/2007[Enllaç no actiu] (Casu)
- Decreto 61/2007[Enllaç no actiu] (A Veiga)
- Decreto 281/2007[Enllaç no actiu] (Llaviana)
- Decreto 3/2008[Enllaç no actiu] (Samartín del Rei Aurelio)
- Decreto 13/2008[Enllaç no actiu] (Riosa)
- Decreto 30/2008[Enllaç no actiu] (Ayer)
- Decreto 49/2008[Enllaç no actiu] - Rectificaciones[Enllaç no actiu] (Proaza)
- Decreto 57/2008[Enllaç no actiu] - Rectificaciones[Enllaç no actiu](Castrillón)
- Decreto 66/2008[Enllaç no actiu] (Piloña)
- Decreto 89/2008[Enllaç no actiu] (Cangas del Narcea)
- Decreto 112/2008[Enllaç no actiu] (Belmonte de Miranda)
- Decreto 8/2009[Enllaç no actiu] (Cangues d'Onís)
- Decreto 9/2009[Enllaç no actiu] (Mieres)
- Decreto 10/2009[Enllaç no actiu] (Sobrescobiu)
- Decreto 21/2009[Enllaç no actiu] (Yernes y Tameza)
- Decreto 32/2009[Enllaç no actiu] (Degaña)
- Decreto 104/2009[Enllaç no actiu] (Siero)
- Decreto 112/2009[Enllaç no actiu] (Parres)
- Decreto 46/2010[Enllaç no actiu] (Ribadesella)
- Decreto 49/2010[Enllaç no actiu] (Teberga)
- Decreto 120/2010 Arxivat 2015-01-28 a Wayback Machine. (Taramundi)
- Decreto 121/2010 Arxivat 2019-02-09 a Wayback Machine. - Rectificaciones Arxivat 2019-02-09 a Wayback Machine. (Santalla d'Ozcos)
- Decreto 122/2010 Arxivat 2019-02-09 a Wayback Machine. (Vilanova d'Ozcos)
- Decreto 123/2010 Arxivat 2019-02-09 a Wayback Machine. (Samartín d'Ozcos)
- Decreto 124/2010 Arxivat 2015-01-28 a Wayback Machine. (Quirós)
- Decreto 145/2010[Enllaç no actiu] (Avilés)
- Decreto 4/2011 Arxivat 2016-03-03 a Wayback Machine. (Ponga)